# Établissement urbain de Voznessenié
L'établissement urbain de Voznessenié (en russe : Вознесе́нское городско́е поселе́ние) est une entité municipale de Russie formée en 2006, du raïon de Podporojié dans l'oblast de Léningrad. Son siège administratif est la commune urbaine de Voznessenié.

## Population
Recensements (*) et estimations de la population:
| 2010* | 2021* | - | - |
| ----- | ----- | - | - |
| 3 029 | 2 708 | - | - |

## Localités
L'établissement urbain compte 10 localités.
| Nom             | Nom russe   | Statut          | Population (2017) |
| --------------- | ----------- | --------------- | ----------------- |
| Bogdanovo       | Богданово   | hameau          | 1                 |
| Voznessenié     | Вознесенье  | commune urbaine | 2199              |
| Volodarskaïa    | Володарская | hameau          | 3                 |
| Gimreka         | Гимрека     | hameau          | 91                |
| Kiprochino      | Кипрушино   | hameau          | 238               |
| Konets          | Конец       | hameau          | 2                 |
| Krasny Bor      | Красный Бор | hameau          | 265               |
| Rodionovo       | Родионово   | hameau          | 43                |
| Sobolevchtchina | Соболевщина | hameau          | 46                |
| Chtcheleïki     | Щелейки     | hameau          | 34                |